# Одзелашвили, Нино
Нино Од(з)елашвили (род. 30 декабря 1990, Тбилиси) — грузинская самбистка и дзюдоистка, чемпионка Грузии по дзюдо, чемпионка и призёр чемпионатов Европы и мира по самбо, серебряный призер Европейских игр 2019 года, победительница и призёр международных турниров. В 2016 году Одзелашвили победила на чемпионате Европы в Казани и стала первой грузинской спортсменкой, ставшей чемпионкой Европы по самбо. В 2018 году победила на чемпионате мира в Бухаресте и, таким образом, стала первой грузинкой, добившейся такого успеха.